# Rasíd Dáúdí
Rasíd Dáúdí (arabul: رشيد الداودي); Fez, 1966. február 21. –) marokkói válogatott labdarúgó.

## Pályafutása

### Klubcsapatban
1989 és 1995 között a Vidád Casablanca csapatában játszott, melynek tagjaként három alkalommal (1990, 1991, 1993) nyerte meg a marokkói bajnokságot és 1992-ben a CAF-bajnokok ligája serlegét is megszerezte. Az 1995–96-os szezonban a portugál FC Tirsense játékosa volt, majd visszatért a Vidádhoz, ahol egy évet töltött. 1997 és 1998 között Spanyolországban a Xerez együttesében szerepelt. 1998 és 1999 között az El-Ajn FC, 1999 és 2001 között az Al-Vaszl FC játékosa volt az Emirátusokban. A 2001–02-es idényben a katari Al-Ahli SC csapatában játszott. 2003-ban a Vidádban fejezte be a pályafutását. 

### A válogatottban
1990 és 2001 között 38 alkalommal játszott a marokkói válogatottban és 7 gólt szerzett. Részt vett az 1992. évi nyári olimpiai játékokon, az 1992-es afrikai nemzetek kupáján és az 1994-es világbajnokságon, ahol a Belgium és a Szaúd-Arábia elleni csoportmérkőzéseken kezdőként lépett pályára. Hollandia ellen nem kapott lehetőséget.

## Sikerei, díjai
Vidád AC
- Marokkói bajnok (3): 1990, 1991, 1993
- CAF-bajnokok ligája győztes (1): 1992
- CAF-szuperkupa döntős (1): 1993
- Afro-ázsiai klubok kupája győztes (1): 1993